# Drapeau de la Flandre-Occidentale
 (mars 2025).
La mise en forme du texte ne suit pas les recommandations de Wikipédia : il faut le « wikifier ».
Les points d'amélioration suivants sont les cas les plus fréquents. Le détail des points à revoir est peut-être précisé sur la page de discussion.
- Les titres sont pré-formatés par le logiciel. Ils ne sont ni en capitales, ni en gras.
- Le texte ne doit pas être écrit en capitales (les noms de famille non plus), ni en gras, ni en italique, ni en « petit »…
- Le gras n'est utilisé que pour surligner le titre de l'article dans l'introduction, une seule fois.
- L'italique est rarement utilisé : mots en langue étrangère, titres d'œuvres, noms de bateaux, etc.
- Les citations ne sont pas en italique mais en corps de texte normal. Elles sont entourées par des guillemets français : « et ».
- Les listes à puces sont à éviter, des paragraphes rédigés étant largement préférés. Les tableaux sont à réserver à la présentation de données structurées (résultats, etc.).
- Les appels de note de bas de page (petits chiffres en exposant, introduits par l'outil «  Source ») sont à placer entre la fin de phrase et le point final[comme ça].
- Les liens internes (vers d'autres articles de Wikipédia) sont à choisir avec parcimonie. Créez des liens vers des articles approfondissant le sujet. Les termes génériques sans rapport avec le sujet sont à éviter, ainsi que les répétitions de liens vers un même terme.
- Les liens externes sont à placer uniquement dans une section « Liens externes », à la fin de l'article. Ces liens sont à choisir avec parcimonie suivant les règles définies. Si un lien sert de source à l'article, son insertion dans le texte est à faire par les notes de bas de page.
- La présentation des références doit suivre les conventions bibliographiques. Il est recommandé d'utiliser les modèles {{Ouvrage}}, {{Chapitre}}, {{Article}}, {{Lien web}} et/ou {{Bibliographie}}. Le mode d'édition visuel peut mettre en forme automatiquement les références.
- Insérer une infobox (cadre d'informations à droite) n'est pas obligatoire pour parachever la mise en page.

Pour une aide détaillée, merci de consulter Aide:Wikification.
Si vous pensez que ces points ont été résolus, vous pouvez retirer ce bandeau et améliorer la mise en forme d'un autre article.
 (mars 2025).
Le drapeau de la Flandre occidentale est un écusson de gueules et d'or à douze pièces, surmonté d'un écusson de gueules au centre. Ce drapeau officiel a été approuvé le 27 mai 1997 par le ministre flamand de la Culture.

## Histoire
Bien qu'il n'existe aucune preuve historique formelle de cette origine, des armoriaux datant du XIVe siècle affirment que la Maison de Flandre portait un écusson de gueules et d'or à douze pièces, surmonté d'un écusson de gueules, devant le lion flamand. Ce blason aurait été attribué au légendaire Liederik van Buc, premier forestier ou maître forestier de Flandre de 793 à 817, avant que les princes flamands ne deviennent comtes.

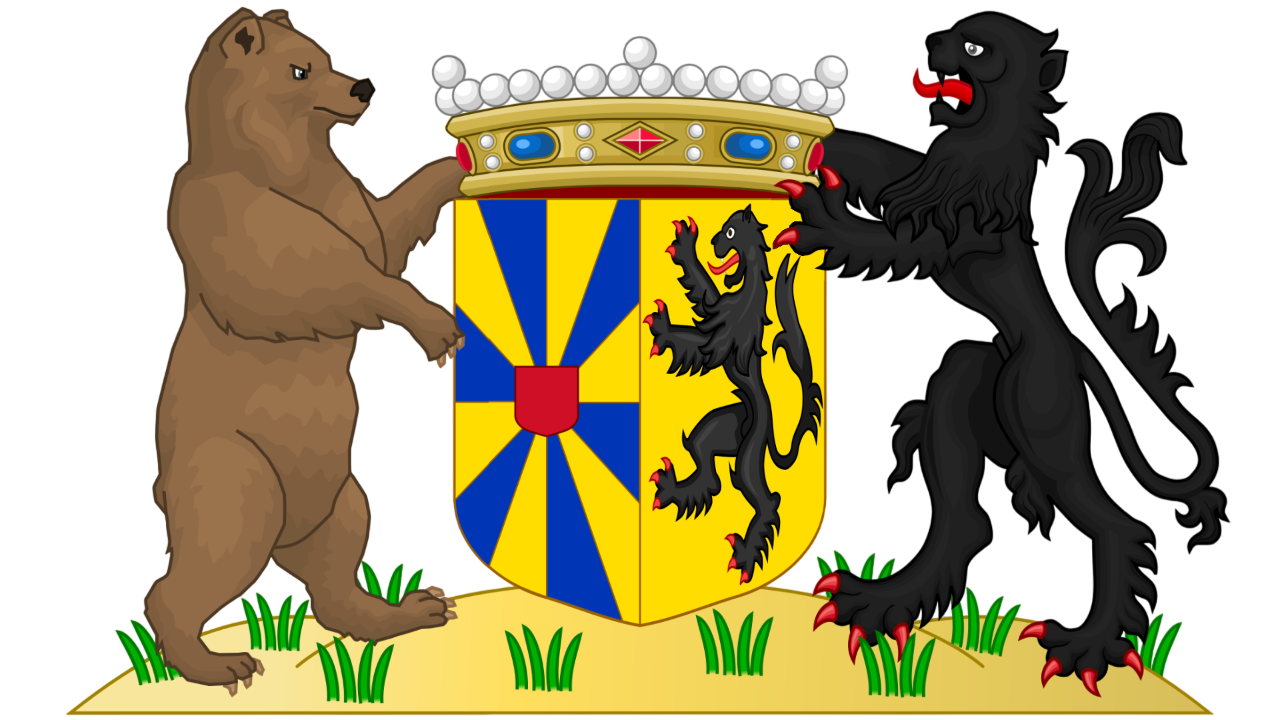
Armoiries de Flandre Occidentale

Il est possible que ce blason dérive d'une garniture ornementale mal interprétée sur le bouclier du comte flamand Willem Clito (+1128), tel qu'il était représenté sur sa tombe à l'abbaye Saint-Bertinus de Saint-Omer. Ce bouclier présente un umbo central (bouton ornemental) d'où partent plusieurs rayons vers les bords du bouclier. Dans sa recherche des anciennes armoiries de Flandre, l'abbé Iperius, biographe de la maison comtale flamande, a interprété cela comme un blason convoité avec un bouclier en forme de cœur. Les couleurs de ce blason, qu'il a peut-être lui-même ajoutées, sont peut-être celles de la maison royale française.

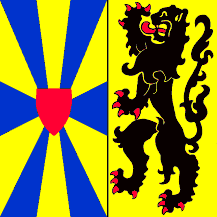
Bannière (non officielle) de la Flandre occidentale
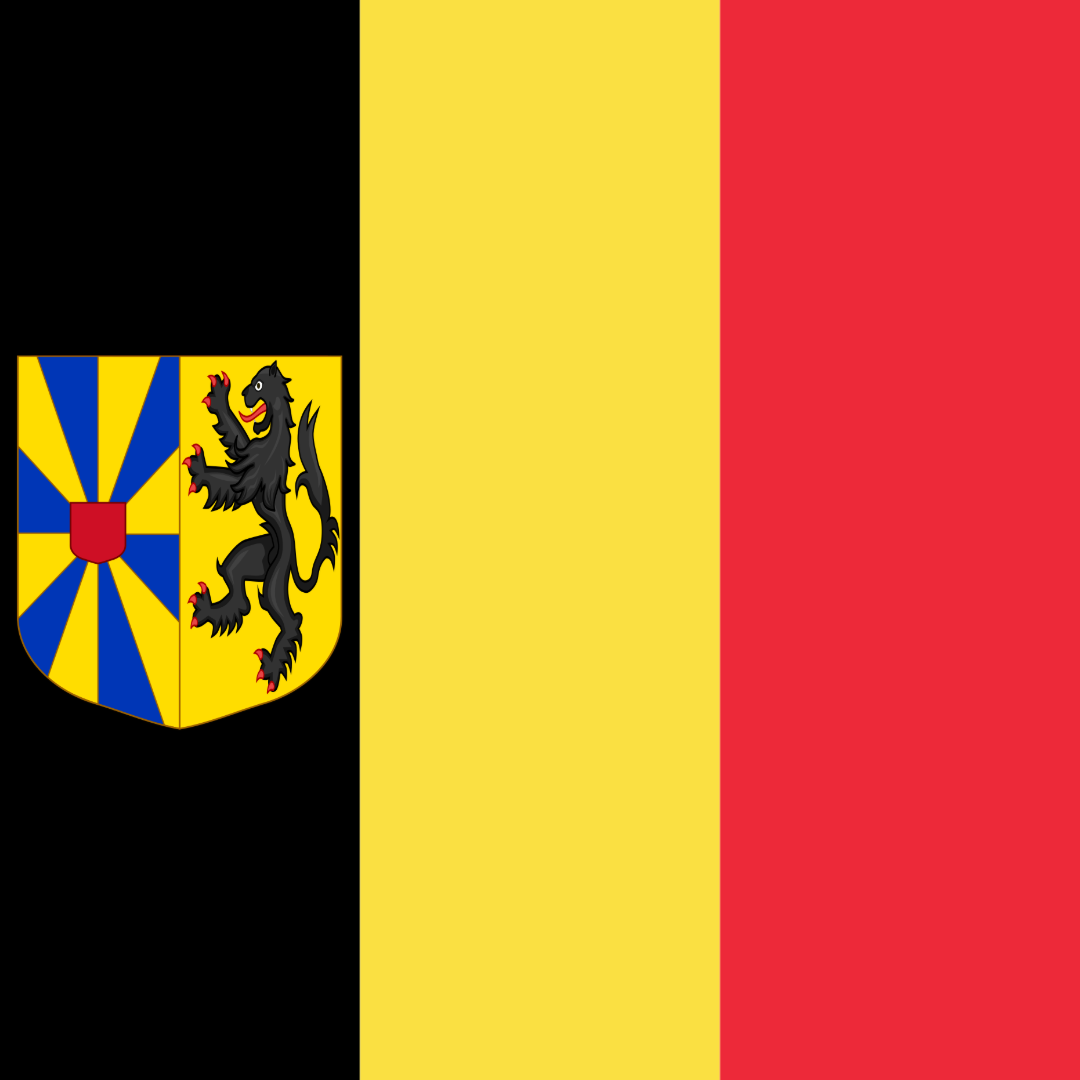
Drapeau du Gouverneur de Flandre occidentale

## Royaume-Uni des Pays-Bas
Sous le règne du Royaume-Uni des Pays-Bas sur la Flandre-Occidentale, les armoiries provinciales comportaient une couronne de comte et un chef contenant une partie des armoiries de Nassau. En dessous du chef, les armoiries de la Flandre-Occidentale étaient affichées, placées sous les armoiries de Nassau.

Armoiries de la Flandre occidentale     (Royaume-Uni des Pays-Bas )

## Communes belges avec le blason de la Flandre occidentale dans leur blason

Armoiries de Kortemark ( commune de Flandre occidentale )
Armoiries de Langemark ( commune de Flandre occidentale )
Armoiries de Dentergem ( commune de Flandre occidentale )